# Чурачики (Комсомольський район)
Чура́чики (рос. Чурачики, чув. Аслă Чурачăк) — село у складі Комсомольського району Чувашії, Росія. Адміністративний центр Чичканського сільського поселення.
Населення — 696 осіб (2010; 683 у 2002).
Національний склад:
- чуваші — 99 %